# Barnens ö
Pour plus de détails, voir Fiche technique et Distribution.
L'Île des enfants (Barnens ö) est un film suédois réalisé par Kay Pollak, sorti en 1980.

## Synopsis
Reine est censé être dans un camp d'été pour enfants mais décide de rester à Stockholm pour l'été, mentant à sa mère qui travaille à l'hôpital.

## Fiche technique
- Titre original : Barnens ö
- Titre français : L'Île des enfants
- Réalisation : Kay Pollak
- Scénario : Ola Olsson, Kay Pollak et Carl-Johan Seth d'après le roman de P. C. Jersild
- Musique : Per Carleson, Jean-Michel Jarre et Thomas Macklin
- Photographie : Roland Sterner
- Montage : Thomas Holéwa
- Production : Ingemar Ejve et Bengt Forslund
- Société de production : Treklövern
- Pays :  Suède
- Genre : Drame et romance
- Durée : 109 minutes
- Dates de sortie : 
  -  Suède : 25 décembre 1980

## Distribution
- Tomas Fryk : Reine Larsson
- Anita Ekström : Harriet Larsson
- Ingvar Hirdwall : Stig Utler
- Börje Ahlstedt : Hester
- Lars-Erik Berenett : Esbjörn
- Hjördis Petterson : Olga
- Sif Ruud : Mme. Bergman-Ritz
- Lena Granhagen : Helen
- Majlis Granlund : Lotten
- Malin Ek : Kristina
- Maud Sjökvist : Maria
- Hélène Svedberg : Nora
- Maria Dehnisch : Birgitta
- Anneli Tulldahl : Lisa
- Christer Banck : Janne

## Distinctions
Le film a été présenté en sélection officielle en compétition lors de Berlinale 1981,.